# Masuji Ibuse

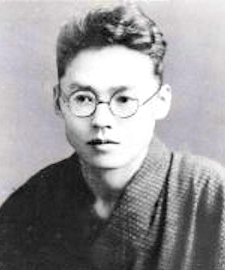
Masuji Ibuse.

Masuji Ibuse (井伏 鱒二 Ibuse Masuji?), nacido el 15 de febrero de 1898 y fallecido el 10 de julio de 1993, fue un autor japonés.

## Vida y Obra
Ibuse nació en 1898 en el seno de una familia terrateniente en el Distrito de Kamo, Hiroshima. A los 19 años, empezó su carrera estudiando en la Universidad de Waseda en Tokio. En principio quería estudiar poesía y pintura pero le animaron a estudiar ficción y terminó especializándose en literatura Francesa. Ibuse sufrió acoso sexual por parte de un profesor llamado Noburu Katagami, por lo que tuvo que dejar la Universidad antes de su graduación; a pesar de este mal trago, comenzó a publicar historias a comienzos de los años 20, con lo que empezó a ganar presencia en el mundo literario, gracias a algunos críticos muy importantes de Japón, que valoraron positivamente su obra. 
Los temas más recurrentes en su obra fueron fantasías intelectuales (que usaban alegorías animales), ficciones históricas, y la vida del país en general. No obstante, durante la Segunda Guerra Mundial, trabajó para su gobierno redactando la Propaganda Oficial. 
Después de la guerra Ibuse fue ganando notoriedad, se empezaron a apreciar sus obras y se hizo famoso. En 1966 publicó su trabajo más conocido: Kuroi Ame, con la que ganó respeto internacional y varios premios incluyendo el Premio Noma y la Orden al Mérito Cultural, el más alto honor que puede obtener un autor japonés.

## Trabajos Selectos
- Yu Hei  (1923)
- Sanshouo (1929) "Salamander and Other Stories"
- Sazanami Gunki (1930-38)  "Waves: A War Diary"
- Shigotobeya, (1931)
- Kawa (1931-32) - "The River"
- Zuihitsu, (1933)
- Keirokushu (1936)
- Jon Manjiro Hyoryuki, (1937) - "John Manjiro, the Cast-Away: His Life and Adventures"
- Shukin Ryoko, (1937)
- Sazanami Gunki, (1938)
- Tajinko Mura, 1939
- Shigureto Jokei, 1941
- Ibuse Masuji Zuihitsu Zenshu, 1941 (3 volúmenes)
- Hana No Machi, 1942 - "City of flowers"
- Chushu Meigetsu, 1942
- Aru Shojo No Senji Nikki, 1943 - "A Young Girl's Wartime Diary"
- Gojinka, 1944
- Wabisuke, 1946
- Magemono, 1946
- Oihagi No Hanashi, 1947
- Ibuse Masuji Senshu, 1948 (9 vols)
- Yohai Taicho, 1950 - "Lieutenant Lookeast and other stories"
- Kawatsuri, 1952
- Honjitsu Kyushin, 1952 - "No Consultations Today",
- Ibuse Masuji Sakuhinshu, 1953 (5 volúmenes)
- Hyomin Usaburo, 1954-55
- Nyomin Nanakamado, 1955
- Kanreki No Koi, 1957
- Ekimae Ryokan, 1957
- Nanatsu No Kaidō, 1957
- Chinpindo Shujin, 1959
- Bushu Hachigatajo, 1963
- Mushinjo, 1963
- Ibuse Masuji Zenshu, 1964 (2 volúmenes)
- Kuroi Ame (Lluvia negra), 1966 - adaptado a película 1989, dir. por Shohei Imamura - Musta sade
- Gendai Bungaku Taikei, 1966
- Hanseiki, 1970 - "The First Half of My Life"
- Shincho Nihonbungaku, 1970
- Tsuribito, 1970
- Ibuse Masuji Zenshu, 1975 (14 volúmenes)
- Choyochu No Koto, 1977-80 - "Under Arms"
- Gikubo Fudoki, 1981 - "An Ogikybo Almanac"